# Bataille de Mursa
La bataille de Mursa, aujourd'hui ville croate appelée Osijek, s'est déroulée le 28 septembre 351 entre l'armée romaine dirigée par l'empereur Constance II, et l'usurpateur Magnence, à la tête d'unités romaines et de forts contingents barbares.

## Histoire
En 350, après avoir déposé et assassiné l'empereur Constant Ier, dont il était capitaine des gardes, et vaincu l'usurpateur Népotien, Magnence voulut se faire reconnaître de Constance II, frère de Constant Ier et maître de la partie orientale de l'Empire. 
Constance II marcha contre le meurtrier de son frère mais essuya un échec en 351 à Atrans (l'actuelle Trojane en Slovénie) et offrit le compromis à Magnence, qui le refusa à son tour. 
Ce fut sur la Drave, rivière d'Illyrie, que les deux armées se rencontrèrent après deux revers de Magnence à Siscia (l'actuelle Sisak en Croatie) et Sirmium (l'actuelle Sremska Mitrovica en Serbie).
Les manœuvres préliminaires donnèrent l'avantage à Magnence, plus expérimenté. Mais la défection du tribun Silvanus, officier franc qui entraîna dans le camp de Constance son contingent de cavalerie, semble avoir déréglé le dispositif de l'Usurpateur.
Constance II avait disposé ses troupes dos au Danube, avec la Drave à droite. Sur la gauche se tenaient les cataphractes et archers à cheval asiatiques, alors qu'au centre était positionnée l'infanterie lourde, pour la majeure partie d'origine illyrienne. À l'arrière se trouvaient archers et frondeurs.
Après la défection de sa cavalerie franque, Magnence disposait de moins de la moitié des effectifs de son adversaire, mais de meilleure qualité.
La bataille, commencée en fin d'après-midi, fut sanglante, Magnence perdant 24 000 de ses 35 000 hommes. Constance perdit aussi énormément de monde, pas moins de 30 000 sur une armée de 60 000.
Magnence prit la fuite et se donna la mort à Lugdunum (Lyon), après une nouvelle défaite aux Mons Seleucus (aujourd'hui La Bâtie-Montsaléon en France) en 353. Constance II réunit l'empire sous sa direction, avant de rapidement déléguer un César pour la partie occidentale, Gallus, puis le futur empereur Julien.

## Consequences
Dans les mois qui suivirent la bataille, les tribus germaniques profitèrent des frontières dégarnies pour envahir les provinces gauloises qu'elles ravagèrent sans opposition.
La victoire sanglante de Mursa ouvre la voie à la conquête de l'Italie par Constance. L'affrontement décisif a lieu à la bataille de Mons Seleucus en France, en 353, et voit la défaite définitive de Magnence.